# Robert Kennedy
Robert Francis „Bobby“ Kennedy, známý také jako „RFK“, (20. listopadu 1925, Brookline, Massachusetts – 6. června 1968, Los Angeles) byl americký politik, jeden ze dvou mladších bratrů prezidenta USA Johna F. Kennedyho, který jej jmenoval do své vlády jako ministra spravedlnosti. Robert F. Kennedy úzce se svým bratrem spolupracoval během invaze v Zátoce sviní a Karibské krize. V roce 1964, rok po smrti svého bratra, byl Robert F. Kennedy zvolen do Senátu za stát New York a o čtyři roky později kandidoval na prezidenta. Vystupoval proti rasové diskriminaci, prosazoval smlouvu o nešíření jaderných zbraní, navrhl koncept nové politiky vůči Latinské Americe a poukazoval na údajnou nemorálnost a nesmyslnost vietnamské války. Byl zavražděn 5. června 1968, krátce poté, co na demokratických primárkách, které se konaly v hotelu Ambassador v Los Angeles, přednesl svůj projev. 
| „                                                         | Mnoho lidí vidí svět takový, jaký je, a ptají se: „Proč?“ Já sním o světě, který tady ještě nikdy nebyl, a ptám se: „Proč ne?“ | “ |
| — Robert F. Kennedy, To Seek a Newer World, New York 1967 | |   |

## Mládí
„RFK“ se narodil 20. listopadu 1925 v Brookline, v Massachusetts. Jeho otec byl významný americký podnikatel a politik Joseph Kennedy, jeho matka Rose byla dcerou Bostonského starosty. Jeho starší bratr John Fitzgerald Kennedy byl 35. prezident USA. Podobně jako ostatní děti Josepha Kennedyho, byl i Robert veden k velké ctižádosti. Ctižádost, ambice a soutěživost jsou vlastnosti, které hrály v rodinně Kennedyů hlavní roli. Ve třicátých letech se rodina na čas odstěhovala do Velké Británie, neboť Joseph Kennedy se zde stal velvyslancem USA. Před hrozbou války se pak vrátili zpět do Spojených států amerických. Po návratu do Massachusetts, Kennedy absolvoval Milton Academy, která jej měla připravit na studium na Harvardu. Po smrti nejstaršího bratra Josepha, který zemřel během 2. světové války, přerušil studium a připojil k námořnictvu. Po dvou letech ve službě se Kennedy dostal na Harvardovu univerzitu, kde studoval práva. V roce 1951 složil advokátské zkoušky a stal se absolventem právnické školy.

## Počátky v politice
V roce 1952 pomáhal svému bratrovi Johnovi s volební kampaní za jeho zvolení do Senátu USA. Poté, co se jeho bratr v roce 1953 stal senátorem, se Robert začal věnovat vlastní kariéře. Začal pracovat jako právní zástupce jednoho ze senátních výborů. V roce 1959 „JFK“ oznámil svůj úmysl kandidovat na prezidenta USA. Robert znovu vedl bratrovu kampaň. V prezidentských volbách v roce 1960 porazil John F. Kennedy viceprezidenta a kandidáta Republikánské strany Richarda Nixona. Robert byl při sestavování vlády „odměněn“ a stal se ministrem spravedlnosti.

## Ministr spravedlnosti
V lednu 1961 se stal 64. ministrem spravedlnosti Spojených států amerických. Jakmile Robert Kennedy nastoupil do úřadu ministra spravedlnosti, tak se pustil do nekompromisního boje proti organizovanému zločinu a rasové diskriminaci. Ministerstvo spravedlnosti se pod jeho vedením rychle stalo trnem v oku různým zločineckým organizacím. Pro prezidenta představoval Robert velkou oporu, neboť ho nebral jen jako ministra ve své vládě, ale také jako věrného poradce, kterému mohl ve všem naprosto důvěřovat. Síla jejich vztahu se projevila na několika krizích, se kterými se Kennedyho administrativa potýkala. Kromě pomoci při řešení krachu v Zátoce sviní a Karibské krize, také zařizoval odtrhnutí Kennedyů od Franka Sinatry. Sinatra byl totiž velmi úzce spojen jak s prezidentem, tak i s několika šedými eminencemi z řad zločineckých organizací. To byl více než racionální důvod, který by mohl ohrozit možné znovuzvolení Johna F. Kennedyho prezidentem. Byl to právě ministr spravedlnosti, kdo poslal agenty, aby pročesali dům Marylin Monroe krátce po její smrti a zjistili, zda tam není nějaký důkaz spojitosti mezi ní a prezidentem, se kterým měla poměr. Kennedyho rostoucí vliv na prezidenta z pozice ministra spravedlnosti odsouval stále více do pozadí viceprezidenta Lyndona B. Johnsona. I to byl důvod, proč se v kruzích Demokratické strany začalo spekulovat o tom, že by do prezidentských voleb šla strana s duem Kennedy & Kennedy. Navíc se pomalu začalo počítat i s možností, že by Robert svého bratra v Oválné pracovně v roce 1969 vystřídal. Všechny tyto potenciální možnosti byly zmařeny v roce 1963, kdy byl John Fitzgerald Kennedy zavražděn. Necelých 11 měsíců po smrti bratra skončil RFK ve funkci ministra spravedlnosti.

## Vztah mezi Robertem F. Kennedym a Lyndonem B. Johnsonem
Velmi komplikovaný a napjatý byl vztah ministra spravedlnosti s viceprezidentem. Počátky svárů začaly, když „RFK“ přijel navštívit Lyndona B. Johnsona na jeho ranč. Bylo to ještě před tím, než byli známí kandidáti do primárních voleb Demokratické strany. „Bobby“ měl za úkol zjistit, zda se Johnson hodlá ucházet o nominaci Demokratické strany na post prezidenta. Lyndon Baines Johnson bral významné hosty na lov vysoké zvěře, kterou měl ve svém revíru. Tato zkušenost se nevyhnula ani „Bobbymu“. Problém nastal, když Bobby vystřelil na jelena, neboť zpětný náraz pušky jej srazil na zem a pažba mu rozsekla kůži nad okem. Johnson se předklonil a natáhl ruku, aby Bobbymu pomohl vstát na nohy, ale nemohl odolat, aby si do něho taky kapku nerýpl. Proto Roberta počastoval slovy: „Synku, musíš se naučit střílet jako chlap“. Pro mladého Kennedyho, který byl vychován s určitým standardem, to byl šok. Jinými slovy na to nebyl zvyklý, takže si to vyložil jako urážku – tím byl jejich vztah poznamenán po celou dobu. Vzájemnému vztahu nepomohl ani Johnsonův egoismus, neboť neustále toužil být středem pozornosti.

## Atentát na Roberta Francise Kennedyho
Kennedy dosáhl významného vítězství na cestě ke kandidatuře na prezidenta za Demokratickou stranu 4. června 1968, když zvítězil v primárkách v Jižní Dakotě a Kalifornii. Poté, co promluvil ke svým příznivcům 5. června časně z rána z balkónu v hotelu Ambassador v Los Angeles, směřoval do kuchyně, aby tam některé z nich pozdravil. V úzké chodbě plné lidí vytáhl Sirhan Bishara Sirhan, čtyřiadvacetiletý mladík původem z Palestiny, malý revolver a Kennedyho střelil do hrudi. Jeden z policistů, který byl nejblíž, jej okamžitě povalil na stůl, který stál hned vedle Sirhana a přimáčkl mu paži na desku stolu. Než ho však zcela zpacifikoval, útočník stačil ještě několikrát stisknout spoušť a vystřelit do davu, který Kennedyho obklopoval. Bylo tak zraněno několik dalších lidí, z toho někteří těžce. Těžce zraněný Kennedy byl ihned převezen přivolanou sanitkou do nemocnice, ale již se neprobral z bezvědomí a zemřel ráno následujícího dne. Je pohřben na Arlingtonském národním hřbitově ve Washingtonu. 
I v tomto případě vznikly konspirační teorie podobně jako u jeho bratra JFK či Martina Luthera Kinga. Zde jsou některé z nich:
- V atentátu byla zapojena CIA – Na snímcích z hotelu jsou údajně agenti CIA (CIA odmítla komentovat).
- Teorie více střelců – na audionahrávce z pořízené v okamžiku atentátu v chodbě hotelu Ambassador bylo údajně slyšet třináct výstřelů a nikoli osm (Sirhanův revolver byl ale osmiranný).
- Kennedyho nezavraždil Sirhan Sirhan – smrtelná rána do hlavy prý zasáhla politika zezadu a to navíc z bezprostřední blízkosti, ale podle svědků stál Sirhan ke Kennedymu čelem.
- Mafie – Ta se mu prý chtěla pomstít za čistky, které jako ministr spravedlnosti prováděl.
- Šéf FBI John Edgar Hoover – Ten měl mít strach, že by ho Kennedy jako prezident odvolal.[1]

## Rodinný život
Robert Kennedy byl od roku 1950 ženat s Ethel roz. Skakel (* 1928). Měli spolu 11 dětí (poslední se narodilo jako pohrobek). Jeho syn Robert F. Kennedy Jr. (* 17. ledna 1954) se ucházel o kandidaturu na prezidenta USA za Demokratickou stranu ve volbách v roce 2024, a poté když nominaci nezískal vedl kampaň jako nezávislý, avšak 23. srpna 2024 oznámil její ukončení.

## Vyznamenání
- Prezidentská medaile svobody s vyznamenáním (USA, 7. ledna 2025) [4]

## Knižní publikace, které napsal RFK
- The Enemy Within, Boston 1960.
- To Seek a Newer World, New York 1967.
- Třináct dní : vzpomínky na kubánskou raketovou krizi, New York 1969.